# Berner Rundfahrt femminile
Il Berner Rundfahrt (it.: Giro di Berna) era una corsa in linea di ciclismo su strada femminile che si svolse a Berna, in Svizzera, nel mese di maggio. Fino al 2009 fece parte del calendario della Coppa del mondo di ciclismo su strada femminile.

## Storia
La gara femminile venne corsa per la prima volta nel 1979, poi nel 1988 e dal 1996 viene disputata ogni anno. Dal 2006 è uno degli eventi che compongono il calendario della Coppa del mondo di ciclismo su strada femminile.

## Albo d'oro
Aggiornato all'edizione 2009.
| Anno | Vincitrice           | Seconda              | Terza                 |
| ---- | -------------------- | -------------------- | --------------------- |
| 1979 | Jolanda Kalt         | Rosmarie Kurz        | Anita Loosli          |
| 1980 | Rosmarie Schatzmann  |                      |                       |
| 1983 | Stefania Carmine     |                      |                       |
| 1984 | Evelyne Müller       | Manuela Wohlgemuth   | Hilde Dobiasch        |
| 1985 | Sandra Schumacher    |                      |                       |
| 1986 | Evelyne Müller       |                      |                       |
| 1987 | Edith Schönenberger  | Barbara Ganz         | Brigitte Gyr-Gschwend |
| 1988 | Barbara Ganz         | Edith Schönenberger  | Brigitte Gyr-Gschwend |
| 1989 | Barbara Ganz         | Edith Schönenberger  | Evelyne Müller        |
| 1990 | Evelyne Müller       |                      |                       |
| 1991 | Luzia Zberg          | Karina Skibby        | Barbara Heeb          |
| 1992 | Luzia Zberg          |                      |                       |
| 1993 | Katrin Ranger        | Evelyne Müller       | Sandra Schumacher     |
| 1994 | Natalya Kishchuk     | Luzia Zberg          | Alexandra Bähler      |
| 1995 | Luzia Zberg          | Barbara Heeb         | Marcia Eicher-Vouets  |
| 1996 | Karin Moebes         | Barbara Heeb         | Diana Rast            |
| 1997 | Diana Rast           | Yvonne Schnorf-Wabel | Natalia Iouganiouk    |
| 1998 | Chantal Daucourt     | Barbara Heeb         | Nicole Brändli        |
| 1999 | Marion Brauen        | Diana Rast           | Barbara Del Vai       |
| 2000 | Noemi Cantele        | Nicole Brändli       | Bettina Schoeke       |
| 2001 | Vera Hohlfeld        | Diana Žiliūtė        | Nicole Brändli        |
| 2002 | Priska Doppmann      | Jenny Algelid        | Miho Oki              |
| 2003 | Olivia Gollan        | Nicole Brändli       | Svetlana Bubnenkova   |
| 2004 | Fabiana Luperini     | Lyne Bessette        | Karin Thürig          |
| 2005 | Edita Pučinskaitė    | Monica Holler        | Oenone Wood           |
| 2006 | Zul'fija Zabirova    | Oenone Wood          | Ol'ga Sljusareva      |
| 2007 | Edita Pučinskaitė    | Marianne Vos         | Oenone Wood           |
| 2008 | Susanne Ljungskog    | Judith Arndt         | Mirjam Melchers       |
| 2009 | Kristin Armstrong    | Marianne Vos         | Trixi Worrack         |
| 2010 | Sharon Laws          | Polona Batagelj      | Carla Ryan            |
| 2011 | Pascale Schnider     | Jessica Schneeberger | Jennifer Hohl         |
| 2012 | Emma Pooley          | Doris Schweizer      | Jessica Schneeberger  |
| 2013 | Nicole Hanselmann    | Doris Schweizer      | Mirjam Marzohl        |
| 2014 | Elke Healey-Gebhardt | Vera Koedooder       | Jacqueline Hahn       |